# Gleichsetzungsverfahren
Das Gleichsetzungsverfahren ist ein Verfahren zur Lösung von Gleichungssystemen. In der Schulmathematik wird es neben dem Einsetzungsverfahren und dem Additionsverfahren standardmäßig zur Lösung von linearen Gleichungssystemen mit zwei Variablen eingesetzt. Das Gleichsetzungsverfahren ist ein Spezialfall des Einsetzungsverfahrens und insbesondere dann sinnvoll, wenn beide Gleichungen nach einer Variablen aufgelöst vorliegen.
Beim Gleichsetzungsverfahren werden zwei Gleichungen nach derselben Variablen aufgelöst. Anschließend werden die beiden erhaltenen Terme gleichgesetzt. Dadurch entsteht eine neue Gleichung, die eine Variable weniger als das ursprüngliche Gleichungssystem enthält. Durch Auflösen erhält man den oder die Werte der verbliebenen Variablen und durch Einsetzen dieser Lösung(en) in eine der beiden Ausgangsgeichungen die zugehörigen Werte der zuvor eliminierten Variablen.

## Beispiele

### Lineares Gleichungssystem
Es wird das folgende lineare Gleichungssystem betrachtet:
{\displaystyle {\begin{aligned}&({\text{I}})&3x+y&=-1\\&({\text{II}})&-2x+y&=4\end{aligned}}}
Zunächst werden die beiden Gleichungen nach einer der Variablen umgestellt; hier bietet sich {\displaystyle y} an:
{\displaystyle {\begin{aligned}&({\text{I'}})&y&=-1-3x\\&({\text{II'}})&y&=4+2x\end{aligned}}}
Gleichsetzen der beiden Terme („{\displaystyle y=y}“) liefert
{\displaystyle -1-3x=4+2x}.
Aus dieser Gleichung erhält man durch elementare Termumformungen {\displaystyle x=-1}. Setzt man diesen Wert in eine der Ausgangsgleichungen (oder in eine der umgestellten Gleichungen) ein, so erhält man den zugehörigen Wert {\displaystyle y=2}. Also hat das Gleichungssystem die Lösung {\displaystyle (-1;\;2)}.

### Nichtlineares Gleichungssystem
Es wird das folgende nichtlineare Gleichungssystem betrachtet:
{\displaystyle {\begin{aligned}&({\text{I}})&y&=x-1\\&({\text{II}})&y&=-x^{2}+8x-11\end{aligned}}}
Die rechten Seiten der beiden Gleichungen können sofort gleichgesetzt werden, weil die linken Seiten identisch sind („{\displaystyle y=y}“):
{\displaystyle x-1=-x^{2}+8x-11}.
Durch elementare Äquivalenzumformungen lässt sich diese Gleichung in Normalform überführen:
{\displaystyle x^{2}-7x+10=0}.
Diese Gleichung hat die beiden Lösungen {\displaystyle x_{1}=2} und {\displaystyle x_{2}=5} (siehe pq-Formel). Schließlich setzt man jeweils die Werte {\displaystyle x_{1}} und {\displaystyle x_{2}} in eine der beiden Ausgangsgleichungen ein und erhält dadurch die zugehörigen Werte {\displaystyle y_{1}=2} und {\displaystyle y_{2}=1}. Das Gleichungssystem hat somit die zweielementige Lösungsmenge
{\displaystyle \mathbb {L} =\{(2;\,1),(5;\,4)\}}.